# Igreja Evangélica Luterana da Argentina
A Igreja Evangélica Luterana da Argentina (em espanhol: Iglesia Evangélica Luterana Argentina (IELA)) é uma igreja luterana localizada na Argentina e filiada ao Concílio Luterano Internacional (ILC).
Foi fundada no ano de 1905 na província de Entre Ríos, e atualmente, conta com aproximadamente 30 000 membros, divididos em 265 congregações e 70 paróquias. Também há uma escola de formação de teólogos afiliada ao Seminário Concórdia.